# Município de Genoa (condado de Delaware, Ohio)
Localização do Ohio nos E.U.A.
O município de Genoa (em inglês: Genoa Township) é um município localizado no condado de Delaware no estado estadounidense de Ohio. No ano de 2010 tinha uma população de 23 093 habitantes e uma densidade populacional de 415,42 pessoas por km².

## Geografia
O município de Genoa encontra-se localizado nas coordenadas 40° 10′ 25″ N, 82° 53′ 53″ O. Segundo a Departamento do Censo dos Estados Unidos, o município tem uma superfície total de 55.59 km², da qual 45,72 km² correspondem a terra firme e (17,76 %) 9,87 km² é água.

## Demografia
Segundo o censo de 2010, tinha 23 093 pessoas residindo no município de Genoa. A densidade populacional era de 415,42 hab./km². Dos 23 093 habitantes, o município de Genoa estava composto pelo 89,3 % brancos, o 4,74 % eram afroamericanos, o 0,15 % eram amerindios, o 3,73 % eram asiáticos, o 0,45 % eram de outras raças e o 1,63 % eram de uma mistura de raças. Do total da população o 1,76 % eram hispanos ou latinos de qualquer raça.